# Alois Reichl (Naturbahnrodler)
Alois Reichl (* 1. Februar 1950; † 17. Juni 2012) war ein Liechtensteiner Naturbahnrodler. Er nahm 1986 und 1990 an den Weltmeisterschaften teil und fuhr in der Saison 2000/2001 zwei Rennen im Weltcup.

## Karriere
Nachdem Alois Reichl mehrere Jahre vorwiegend an nationalen, aber auch an internationalen Rennen teilgenommen hatte, besuchte er 1986 ein einwöchiges Trainingslager in Montreux, um sich für den Start bei der Weltmeisterschaft in Aosta vorzubereiten. Bei dieser Weltmeisterschaft sah er als einziger der drei teilnehmenden Liechtensteiner Rodler das Ziel. Er beendete den Wettkampf auf dem 45. Rang unter 49 gewerteten Rodlern. Nach weiteren Starts auf nationaler und internationaler Ebene nahm er vier Jahre später erneut an einer Weltmeisterschaft teil. Diesmal erzielte er in Gsies als einziger Liechtensteiner Teilnehmer den 43. Platz unter 51 gewerteten Rodlern.
Während der nächsten Jahre nahm Reichl weiterhin erfolgreich an nationalen Wettkämpfen im Naturbahnrodeln, wie den Landes- und Clubmeisterschaften, und später auch an Wettkämpfen im Rollenrodeln teil. Darüber hinaus war er von den späten 1980er-Jahren bis 2008 Nachwuchstrainer für Naturbahn im Rodelclub Triesenberg. Als solcher trainierte er unter anderem seine Söhne Peter und Luis. Letzterer nahm wie sein Vater ebenfalls an zwei Weltmeisterschaften teil und fuhr vier Jahre lang im Weltcup, den es seit der Saison 1992/1993 gibt. Nachdem Luis Reichl im Jahr 2000 seine Karriere beendet hatte, kehrte Alois Reichl ins internationale Renngeschehen zurück und nahm in der Saison 2000/2001 an zwei Weltcuprennen teil, bei denen er sich als 25. und 32. allerdings nur im Schlussfeld klassierte.

## Erfolge

### Weltmeisterschaften
- Fénis-Aosta 1986: 45. Einsitzer
- Gsies 1990: 43. Einsitzer

### Weltcup
- 1 Platzierung unter den besten 25